# Rune Monö
Rune Gotthard Monö, född 4 juni 1920 i Helsingborg, död 25 februari 2007 i Täby, svensk industridesigner, formgivare, banbrytande designteoretiker, konstnär, författare. Utnämndes till hedersdoktor i industriell design vid Chalmers och var professor emeritus i semiotik vid Konstfack i Stockholm.
Hans mest kända skapelser är ICA:s samt SAS logotyper.
Rune Monö var en av grundarna av Föreningen Svenska Industridesigner, SID, dess förste ordförande 1957–1961 och engagerad i det internationella designsamarbetet. Han undervisade även vid Designhögskolan i Umeå.  
Rune Monös dokumentation av svensk designhistoria finns samlad på Designarkivet i Nybro. Han skrev flera böcker om design, bland annat Design för gemensamma resor (1992), Design for Product Understanding (1997) och I Ruskins Spegel (2006).  
Rune Monö gav ut flera böcker med teckningar, lyrik och tankar och var en flitig och uppskattad konstnär som målade, skulpterade, täljde i trä och framför allt tecknade. Rune Monös konst finns i samlingar över hela världen bland annat är han representerad vid Nationalmuseum . 
Monö promoverades 2003 till hedersdoktor vid Chalmers tekniska högskola.